# Kangassaari (ö i Päijänne-Tavastland, Lahtis, lat 61,32, long 26,20)
Kangassaari är en ö i Finland. Den ligger i sjön Ala-Rieveli och i kommunen Heinola i den ekonomiska regionen  Lahtis ekonomiska region  och landskapet Päijänne-Tavastland, i den södra delen av landet, 140 km nordost om huvudstaden Helsingfors. Öns area är 15,6 hektar och dess största längd är 0,6 kilometer i nord-sydlig riktning.